# Sông Bằng (phường)
Sông Bằng là một phường thuộc thành phố Cao Bằng, tỉnh Cao Bằng, Việt Nam.

## Địa lý
Phường Sông Bằng nằm ở khu vực trung tâm thành phố Cao Bằng, có vị trí địa lý:
- Phía đông giáp huyện Hòa An
- Phía tây giáp các phường Hợp Giang, Ngọc Xuân và Tân Giang
- Phía nam giáp phường Duyệt Trung và phường Tân Giang
- Phía bắc giáp huyện Hòa An.

Phường Sông Bằng có diện tích 7,80 km², dân số năm 2019 là 8.653 người, mật độ dân số đạt 1.109 người/km².
Phường nằm ở bờ bắc (tả ngạn) của Sông Bằng Giang. Quốc lộ 34B đi qua địa bàn phường với hai tên gọi lần lượt là đường Lê Lợi và đường 3 - 10. Trên địa bàn phường có đền Bà Hoàng và đồi Nà Phầy.

## Hành chính
Phường Sông Bằng được chia thành 11 tổ dân phố: 1, 2, 3, 4, 5, 6, 7, 8, 9, 10, 11.

## Lịch sử
Phường Sông Bằng trước đây vốn là một phần tiểu khu Sông Bằng thuộc thị xã Cao Bằng.
Ngày 10 tháng 9 năm 1981, Hội đồng Bộ trưởng ban hành Quyết định 60-HĐBT về việc giải thể tiểu khu Sông Bằng để thành lập phường Sông Bằng và xã Ngọc Xuân.
Ngày 25 tháng 9 năm 2012, Chính phủ ban hành Nghị quyết 60/NQ-CP về việc thành lập thành phố Cao Bằng thuộc tỉnh Cao Bằng. Phường Sông Bằng thuộc thành phố Cao Bằng.
Đến năm 2019, phường Sông Bằng được chia thành 23 tổ dân phố (TDP), đánh số từ 1 tới 23.
Ngày 9 tháng 9 năm 2019, Hội đồng nhân dân ban hành Nghị quyết số 27/NQ-HĐND về việc sáp nhập, đổi tên các xóm, tổ dân phố trên địa bàn tỉnh Cao Bằng:
- Sáp nhập hai TDP 2 và 3 vào TDP 1
- Sáp nhập ba TDP 4, 5, 6 thành TDP 2
- Sáp nhập hai TDP 7 và 8 thành TDP 3
- Sáp nhập hai TDP 9 và 10 thành TDP 4
- Sáp nhập hai TDP 11 và 12 thành TDP 5
- Sáp nhập hai TDP 14 và 15 thành TDP 6
- Đổi tên TDP 16 thành TDP 7
- Sáp nhập ba TDP 13, 17, 24 thành TDP 8
- Sáp nhập hai TDP 18 và 19 thành TDP 9
- Sáp nhập hai TDP 20 và 21 thành TDP 10
- Sáp nhập hai TDP 22 và 23 thành TDP 11.